# Mount Olive, Alberta
Mount Olive är ett berg i Kanada.   Det ligger i provinsen Alberta, i den centrala delen av landet, 3 000 km väster om huvudstaden Ottawa. Toppen på Mount Olive är 3 126 meter över havet.
Terrängen runt Mount Olive är bergig österut, men västerut är den kuperad.Trakten runt Mount Olive är nära nog obefolkad, med mindre än två invånare per kvadratkilometer.. Det finns inga samhällen i närheten. 
Trakten runt Mount Olive är permanent täckt av is och snö.